# Грамотность в Иране

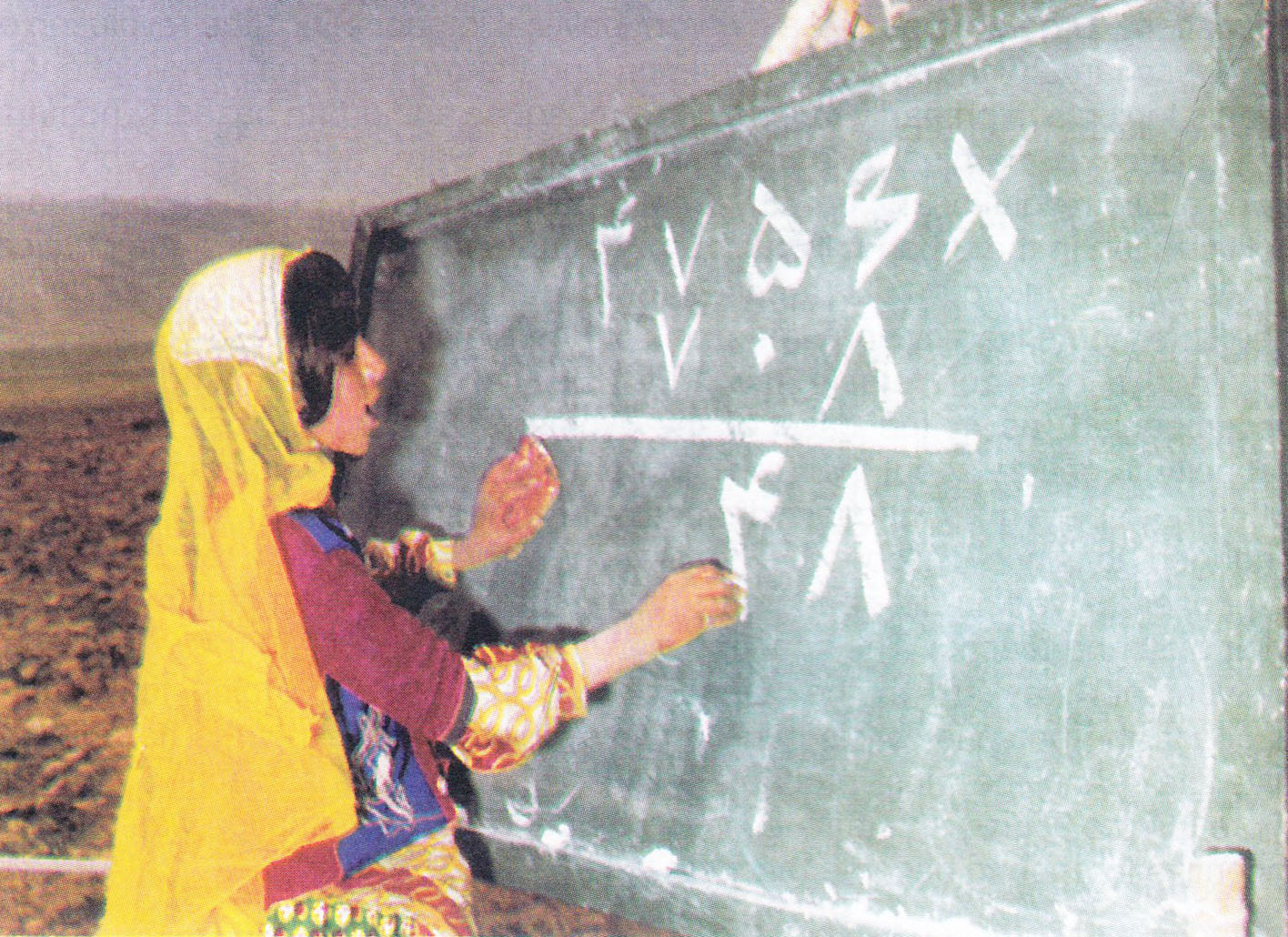

Грамотность считается одним из важных вопросов образования и воспитания. Согласно статистике на 2011 год, в Иране проживает 2 миллиона людей (3,6% населения), не умеющих читать и писать.

## Грамотность до арабского завоевания
Представители Джирофтской культуры, проживавшие на территории современных иранских провинций Систан и Керман в раннем бронзовом веке (III – I тыс. до .н.э.), обладали достаточным уровнем грамотности, об этом можно судить по найденным во время раскопок устройств для расчета, используемых при торговле.
Также, по утверждениям иранского археолога Юсефа Маджидзаде, руководившего археологическими раскопками в Джирофте, были обнаружены надписи джирофтской культуры, напоминающим эламское линейное письмо. Однако в 2007 году это утверждение было встречено скептицизмом.
Во времена Заратустры, ориентировочно между VI и первой половиной V века до н. э. благодаря его учению, получили распространения философские мысли и научные искания.
Во времена Ахеменидов (705-330 до н. э.), во времена правления Кира Великого и Дария Великого получила распространение судебная система. Многие жители Древней Персии отправляли своих детей учиться судебному делу.
Тесные отношения между христианами и зороастрийцами во времена Парфянского царства (250 до н.э.- 220 н.э.), а также их обсуждения и споры по поводу различий в двух религиях вылились в новое религиозное учение – манихейство, появившееся во времена Сасанидов.
Сасанидские правители, в частности, Шапур Первый придавали особую значимость образованию. В этот период в интеллектуальном центре Сасанидской империи, в городе Гондишапур, появляется греко-сирийская медицинская школа, при которой существовала больница, фармакологическая школа, дом для перевода медицинских текстов, библиотека и обсерватория.

## Грамотность после арабского завоевания
После арабского завоевания Иран все равно оставался впереди по грамотности. Благодаря этому государственное делопроизводство во времена арабского завоевания оказалось в руках персов.
Такие классические персидские поэты, как Фирдоуси, Руми, Хайям, Низами, Хафиз Шираз и Саади помогли сохранить персидский язык во времена арабского завоевания. Таким образом, в отличие от других завоеванных арабами стран, Ирану удалось сохранить родной язык и перенять только ислам.
В этот период также творили такие известные философы и ученые, как Ибн Сина, Аль-Бируни, Мулла Садра и Аль-Фараби.
Обучение обычно проходило в начальных духовных училищах – мактабханэ.
При Насер ад-Дин Шахе Каджаре в 1851 году в Тегеране открылось первое высшее учебное заведение университетского типа – Дар ул-Фунун.

## Статистика
Согласно данным института статистики ЮНЕСКО на 2012 год количество грамотных представительниц женского пола в возрасте от 15-24 лет составляло 97,66 процентов. В 1976 году было 42,33.
Количество грамотных представителей мужского пола в возрасте от 15-24  на 2012 год было равно 98,33 %. В 1976 году этот показатель равнялся 70,9 %.
Общее количество грамотных молодых людей (15-24 лет) на 2012 год составило 98,01 %. В 1976 году – 56,45 %.
Число грамотных женщин от 15 и выше на 2012 год составил 78,42 %. В 1976 году - 24,42 %.
Число грамотных мужчин от 15 и выше на 2012 год составил 88.88 %. В 1976 году – 48,18 %.
Общее количество грамотных взрослых людей (от 15 и старше) на 2012 год составило 83,63 %. В 1976 году – 36,52 %.
При подсчете данных под грамотностью понималось способность человека прочитать, понять и написать короткий простой текст.

## Организации по ликвидации неграмотности среди взрослого населения
С начала XX века в Иране работают организации по поднятию уровня грамотности среди взрослого населения.
1. Организация по ликвидации неграмотности взрослых (1936-1941 гг.; سازمان تعلیمات اکابر).
2. Организация по обучению взрослого населения (1941-1957 гг.; سازمان آموزش سالمندان).
3. Организация по обучению взрослого населения (1957-1965 гг.; سازمانآموزش بزرگسالان).
4. Национальный комитет по международной борьбе с неграмотностью (1965-1977 гг.; کمیته ملی پیکار جهانی با بی‌سوادی).
5. Организация национального джихада по ликвидации неграмотности (1977-1979 гг.; سازمان جهاد ملی سوادآموزی).
6. Движение грамотности (1980 г. — по настоящее время; نهضت سوادآموزی).

## Организация «Движение грамотности»
Организация «Движение грамотности» появилось через год после Исламской революции в декабре-ноябре 1980 года.
После издания указа о создании «Движения грамотности», организация приняла вид совета, состоящего из специалистов в области образования и воспитания. Совет стал ответственен за проведение образовательных курсов для взрослого населения страны с целью повышения уровня грамотности.
В 1985 году с целью развития программ по борьбе с неграмотностью в Меджлисе был принят устав организации «Движение грамотности», основной задачей которой стало научить безграмотное или малограмотное взрослое население страны писать и читать.
С 2001 года ведомство начало развитие своих подразделений по всей стране.
«Движение грамотности» с начала организации и до 1990 года проводило курсы, состоящие из двух этапов: подготовительного и дополнительного. С 1990 до 2000 курсы состояли уже из трех частей.
Первый этап длится около 18 недель, второй – 24, третий – 4.
Основные задачи
1. Научить безграмотное взрослое население читать, писать, считать и понимать Коран.
2. Поднять уровень культуры у неграмотного населения.
3. Разработать учебные материалы для обучения в соответствии с исламскими нормами.
4. Пробудить интерес у безграмотного населения к участию в образовательных курсах организации и к сотрудничеству с «Движением грамотности».
5. Обогатить малограмотное население знаниями посредством чтения легких текстов о социуме, экономике, культуре, здоровьи и религии.
6. Использовать современные технологии  при обучении.
7. Обучить основным навыкам, необходимым в работе и жизни.[3]